# Lodine
Lodine (Lodìne in sardo) è un comune italiano di 297 abitanti della provincia di Nuoro nella Barbagia di Ollolai.

## Storia
L'area fu abitata in epoca prenuragica (presenza di tombe dei giganti) e nuragica (presenza di alcuni nuraghi).
Nel medioevo appartenne al Giudicato di Arborea e fece parte della curatoria della Barbagia di Ollolai. Alla caduta del giudicato (1420) passò sotto il dominio del marchesato di Oristano, sotto il quale fu feudo di Giovanni Deiana. per poi passare sotto la dominazione aragonese (1478) dopo la battaglia di Macomer.
Nel 1604 fu incorporato nel ducato di Mandas, feudo dei Maza e poi dei Tellez-Giron d'Alcantara.
Il paese fu riscattato agli ultimi feudatari nel 1839 con la soppressione del sistema feudale voluta dai Savoia.
Nel 1928 fu aggregato a Gavoi, di cui divenne frazione, venendo ricostituito in comune nel 1988.

## Monumenti e luoghi d'interesse

### Siti archeologici
Ha un territorio ricchissimo di siti archeologici pre-nuragici e nuragici di grande importanza.

## Società

### Evoluzione demografica
Abitanti censiti

### Lingue e dialetti
È uno dei nove paesi della Barbagia (assieme ad Ollolai, Fonni, Orgosolo, Mamoiada, Olzai, Ovodda, Oliena e Gavoi) nella cui parlata si conserva il cd. "colpo di glottide".

## Amministrazione
| Periodo          | Periodo          | Primo cittadino   | Partito                               | Carica  | Note   |
| ---------------- | ---------------- | ----------------- | ------------------------------------- | ------- | ------ |
| 21 novembre 1993 | 16 novembre 1997 | Francesco Mureddu | Mista di sinistra                     | Sindaco | [ 6 ]  |
| 16 novembre 1997 | 26 maggio 2002   | Francesco Mureddu | liste civiche di centro-sinistra      | Sindaco | [ 7 ]  |
| 26 maggio 2002   | 27 maggio 2007   | Paolo Cillara     | liste civiche di centro-sinistra      | Sindaco | [ 8 ]  |
| 27 maggio 2007   | 10 giugno 2012   | Francesco Bussu   | lista civica                          | Sindaco | [ 9 ]  |
| 10 giugno 2012   | 11 giugno 2017   | Antonio Congiu    | lista civica "Orizzonte Comune"       | Sindaco | [ 10 ] |
| 11 giugno 2017   | 13 giugno 2022   | Franco Crisponi   | lista civica "Tottus Paris Po Lodine" | Sindaco | [ 11 ] |
| 13 giugno 2022   | in carica        | Davide Cualbu     | lista civica "Lodine bene comune"     | Sindaco | [ 12 ] |

Gemellaggi
● Saint-Macaire, dal 2019.